# 소 쓰네시게
소 쓰네시게(宗経茂, そう つねしげ, ?－1370년? 1372년?)는 일본 남북조 시대(南北朝時代)의 무장으로 쓰시마(対馬) 소 씨(宗氏) 5대 당주이며 소 씨 총령가(惣領家) 소 모리쿠니(宗盛国)의 아들이다. 통칭 히코지로(彦次郎)로, 관직은 형부승(刑部丞)이며 불문에 귀의하여 법명을 소케이(宗慶)라 하였다.
일찍이 그는 쇼니씨(少弐氏)를 섬겨 지쿠젠(筑前)의 슈고다이(守護代)와 쓰시마의 지토다이(地頭代)를 지냈으며, 겐코(元弘) 3년(1333년)에 쇼니 사다쓰네(少弐貞経)가 호조 히데토키(北条英時)를 공격할 때 종군하여 공을 세우고 오니 교부(鬼刑部)라 불리게 되었다. 사다쓰네의 뒤를 이어 쇼니 씨의 당주가 된 요리히사(頼尚)가 북조의 편에 서서 다시 아시카가 다다후유와 동조했다가 또 다시 남조, 그리고 북조로 돌아서는 과정에서 쓰네시게는 요리히사와 거취를 함께 하였고, 요리히사의 군사 부문에서의 최측근 심복으로 활약하며 쓰시마 이외의 규슈 지역 각지에서 쇼니 씨의 대관으로써 활약하였다. 엔겐(延元) 원년(1336년)에는 쇼군 아시카가 다카우지(足利尊氏)를 도운 공으로 규슈(九州)의 시소(侍所)가 되었으며, 쇼헤이(正平) 연간에는 쓰시마 섬에 법제를 설치하고 도량형을 정하였다고 한다.
14세기 반에 쓰시마의 도주(島主)가 되어 완행장(宛行状)이나 아즈케죠(預ケ状) 등의 문서를 발급하였으며, 쇼니 씨의 대관(代官)으로써 규슈에서 활동하며 규슈 내관령(内所領)의 완행장도 남겼다. 그러나 엔분(延文) 4년/쇼헤이(正平) 14년(1359년)에 오호바루 전투(大保原合戦)에서 요리히사가 기쿠치 다케미쓰(菊池武光)에게 대패하고 2년 뒤에는 본거지 다자이후마저 빼앗기고 분고로 도주할 때 따랐으며, 같은 해에 요리히사와 마찬가지로 출가하였다. 이후 쇼니 씨의 세력이 약해진 뒤 쇼니 씨로부터 벗어나 쓰시마의 실질적인 지배권을 확립하였다.
또한 소 쓰네시게의 대에 고려와의 교역을 시작하였는데, 일본 오안(応安) 원년/쇼헤이 23년인 고려 공민왕 17년(1368년) 11월에 소 씨로써는 최초로 승려 경국(慶菊)을 사자로 고려에 보내어 방물을 바치고 고려 조정으로부터 쌀 1천 섬을 받았으며, 경국은 고려 조정으로부터 '선사(禪師)'는 칭호를 받았다. 소 쓰네시게의 고려로의 사신 파견은 훗날 조선과의 통교의 기초가 되었다. 이밖에 《고려사》에는 같은 해 7월 11일(기묘)에 쓰시마 섬 만호(對馬島萬戶)가 사신을 보내 토산물[土物]을 바쳤으며 그 달에 강구사(講究使) 이하생(李夏生)을 쓰시마 섬에 보냈다고 기록하고 있는데, 소 쓰네시게와 어떤 연관이 있는 것인지는 알 수 없다.
오안 3년/겐토쿠(建徳) 원년(1370년) 또는 오안 5년/분추(文中) 원년(1372년)에 사망하였다. 쓰네시게 사후 쓰시마 도주의 지위는 서류(庶流)인 니이 소 씨(仁位宗氏)의 스미시게(澄茂)에게 넘어갔다.

## 참고 문헌
- 오시 세쓰코(長節子) 『중세 한일관계와 쓰시마』(中世日朝関係と対馬)